# Fanny Elssler
Franziska "Fanny" Elssler, född 23 juni 1810 i Wien, död 27 november 1884 i Wien, var en österrikisk ballerina, syster till Therese Elssler.

## Biografi
Elssler studerade musik för fadern Jean Elssler och dans för Friedrich Horschelt och inträdde som baletteleve under direktören Palfy vid dennes corps de ballet vid An der Wienteatern, debuterade på Kärntnerthorteaterna och fick sin slutliga utbildning av balettmästaren Gioja i Neapel 1825. Elssler uppträdde med ständigt växande framgång i Milano, Neapel, Berlin (1830), London och Paris (1834). I Paris gjorde hon en sensationell succé i La tempête, och ingick samma år äktenskap med operadirektören Louis Véron. 1840-42 gästspelade hon i Amerika, och därefter spelade hon i London, Bryssel, Sankt Petersburg och Moskva. 1851 drog hon sig tillbaka till ett av henne inköpt gods utanför Hamburg.
Vid sidan av Marie Taglioni anses Fanny Elssler vara sin tids ledande ballerina.